# Río Necaxa
El río Necaxa es un río de México, un afluente del río Laxaxalpan (a su vez afluente del río Tecolutla) y uno de los principales ríos del estado de Puebla. Nace al sur de Huauchinango con el nombre de Totolapa, que corre en medio de abruptas montañas y se precipita despeñándose hasta el fondo de los profundos barrancos, formando las cascadas llamadas Salto Chico y Salto Grande; sus aguas se emplean principalmente para la generación de energía eléctrica.
El río Necaxa que nace en el estado de Puebla y se extiende hacia el estado de Veracruz. Alrededor de 1890 se realizaron varias obras de construcción de presas para realizar un sistema de generación de energía hidroeléctrica, favorecido por la geografía del lugar. Se construyó la presa Necaxa, que conjuntamente con las presas de El Tejocotal, Los Reyes, Nexapa y Tenango forman el sistema hidroeléctrico Necaxa. Este conjunto de presas almacena 172 millones de litros cúbicos de agua para generar energía eléctrica, no solo para el propio estado de Puebla, sino también para los de Tlaxcala, Hidalgo, Morelos, estado de México y la Ciudad de México, además de abastecer a muchas poblaciones que se encuentran en el centro del país. La presa Necaxa se ubica dentro del municipio de Juan Galindo y, de ella prosigue el río Tepexic, que corre de oeste a este, y constituye uno de los afluentes del Necaxa. A través de un túnel se une al río de Patla, bañando en su recorrido por el estado de Puebla varios municipios de la Sierra Norte, como Patla y Chicontla, al ingresar a territorio del estado de Veracruz, atraviesa los municipios de Cuahuitlán, Coyutla, Espinal, Papantla, Gutiérrez Zamora y finalmente Tecolutla, aumentando su caudal al unírsele otros afluentes, formando así el río Tecolutla, que acaba desembocando en el golfo de México en el municipio del mismo nombre.
- Datos: Q6985380
- Multimedia: Necaxa River / Q6985380